# Red Bull Stratos

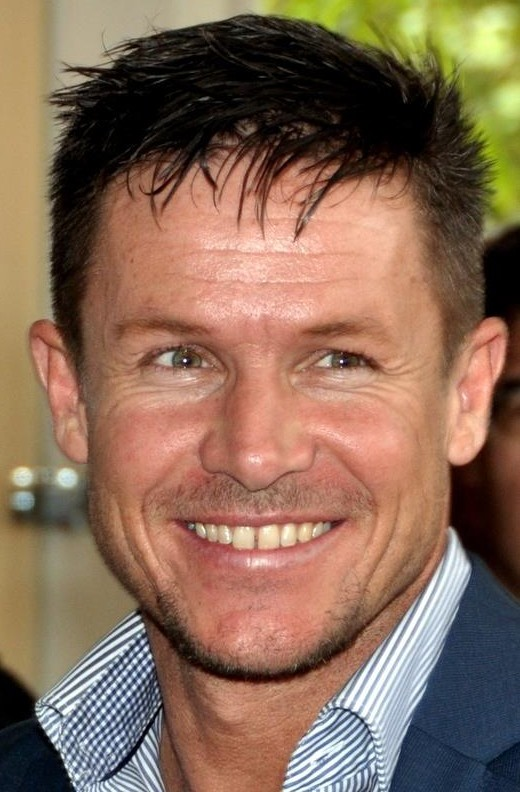
Felix Baumgartner

Das Projekt Red Bull Stratos war ein Fallschirmsprung aus der Stratosphäre aus knapp 40 km Höhe, der am 14. Oktober 2012 vom österreichischen Base-Jumper und Extremsportler Felix Baumgartner ausgeführt wurde und mehrere aeronautische Weltrekorde brach. Das Projekt wurde hauptsächlich durch den österreichischen Getränkehersteller Red Bull gesponsert und von der NASA und der US Air Force logistisch und mit technischer Expertise unterstützt.

## Hintergrund

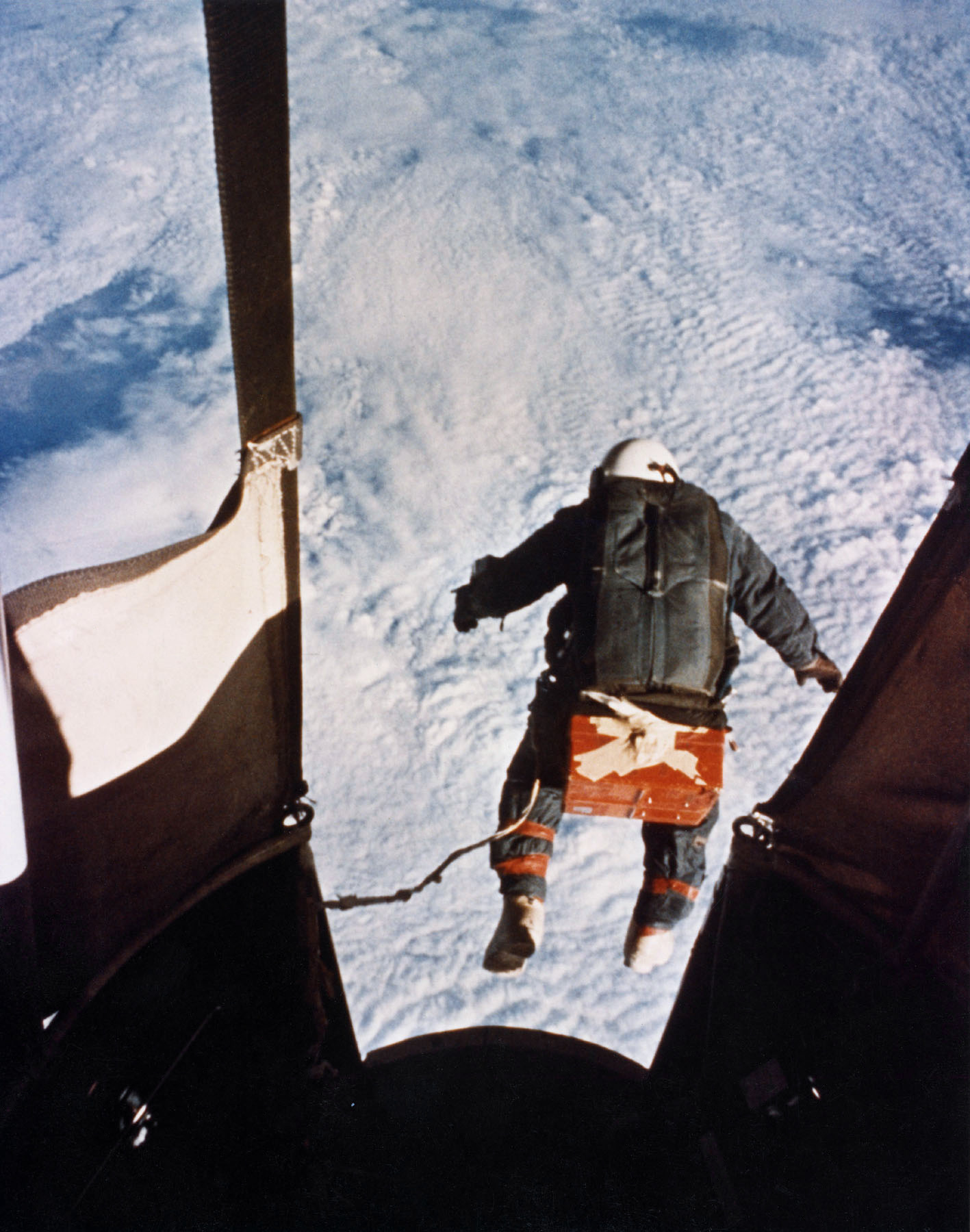
Absprung von Joseph Kittinger, 1960

Das Projekt Stratos schloss an die Sprünge des Projekts Excelsior an, die 1959 und 1960 vom US-amerikanischen Militärpiloten Joseph Kittinger durchgeführt wurden. Ziel dieser drei Sprünge war die Entwicklung von Fallschirmsystemen für hoch- und schnellfliegende Kampfflugzeuge. Anders als beim Projekt Excelsior stand bei Stratos die mediale Aufmerksamkeit für den Sponsor durch die angestrebten Weltrekorde stark im Vordergrund.

### Excelsior III
Am 16. August 1960 sprang Joseph Kittinger aus einer Höhe von 31.333 Metern über dem Meeresspiegel und stellte dabei vier Weltrekorde auf, von denen drei 2012 noch ungebrochen waren:
- Höchste Ballonfahrt mit offener Gondel: 31.333 m,[3][4]
- Höchste Geschwindigkeit eines Menschen ohne besondere Schutzhülle: 988 km/h,[5]
- Längster freier Fall bei einem Fallschirmsprung: 4 Minuten und 36 Sekunden.

Kittingers vierter Rekord über die größte Fallhöhe im freien Fall war bereits am 1. November 1962 überboten worden. An diesem Tag sprang der sowjetische Fallschirmspringer Jewgeni Andrejew aus 25.458 m über der Stadt Wolsk ab und öffnete den Schirm in einer Höhe von 958 Metern:
- Größte Fallhöhe im freien Fall: 24.500 m.[4]

Kittingers Rekordmarke des längsten Freifalls bestand auch noch 2018. Allerdings hatte Kittinger anders als Baumgartner einen Stabilisierungsschirm benutzt.

## Projekt Stratos

Logo der Mission

### Ziele des Projekts
Geplant war, in einer Druckkapsel an einem Heliumballon die Stratosphäre zu erreichen und mit Druckanzug und Fallschirm abzuspringen. Dabei sollten fünf seit den 1960er-Jahren gültige Rekorde gebrochen sowie technische und medizinische Daten gesammelt werden, unter anderem um Erkenntnisse über die Möglichkeit eines Notausstiegs aus Raumfahrzeugen zu gewinnen und die Sicherheit zukünftiger Raumfahrer zu erhöhen.

#### Geplante Weltrekorde
- Höchste bemannte Ballonfahrt: Geplant waren mindestens 36.576 m (120.000 ft).
- Größte Absprunghöhe: Geplant waren mindestens 36.576 m.
- Längste Zeit im freien Fall: Geplant waren 5 Minuten und 35 Sekunden.
- Längste Strecke im freien Fall: Geplant waren mindestens 34,5 km,
Baumgartner sollte seinen Fallschirm rund 1,5 km über dem Erdboden öffnen.
- Größte im freien Fall erreichte Geschwindigkeit: Geplant waren mindestens 1100 km/h (Überschallgeschwindigkeit).

### Zweck und Team
Laut Red Bull sind die Rekorde nicht der eigentliche Zweck der Mission gewesen, stattdessen habe der wissenschaftliche Nutzen Vorrang gehabt, ebenso wie der Versuch, „Menschen zu inspirieren, Großes zu wagen“.
Folgende Spezialisten waren am Projekt beteiligt:
- Joseph Kittinger. Er wurde Baumgartners Mentor und während der mehrjährigen Vorbereitung auch sein „Ziehvater“ bei diesem Projekt.
- Art Thompson, Mitgründer von Sage Cheshire Aerospace, Projektmanager.
- John Clark, medizinischer Leiter.
- Don Day, Meteorologe.
- Luke Aikins, Fallschirmspringer und Fotograf. Auf sein Konto geht ein erheblicher Teil der Sicherheitsvorsorge bezüglich des befürchteten Flachtrudelns.
- Ed Coca, Leiter des Ballonteams, verantwortlich für den Start.

### Vorbereitung des Sprunges
Da der Innendruck des Anzugs während des für etwa drei Stunden vorgesehenen Aufstiegs abgesenkt werden muss, um beim Ausstieg und im freien Fall ein Minimum an Beweglichkeit zu gewährleisten, atmet der Springer bereits zwei Stunden vor dem Einstieg in die Kapsel reinen Sauerstoff, wodurch er Stickstoff aus dem Körper abatmet. Der niedrige Druck würde sonst Stickstoff im Gewebe und in den Blutgefäßen ausperlen lassen, was zu gleichen Schädigungen wie die Dekompressionskrankheit beim Tauchen führt.

### Technik

#### Druckkapsel

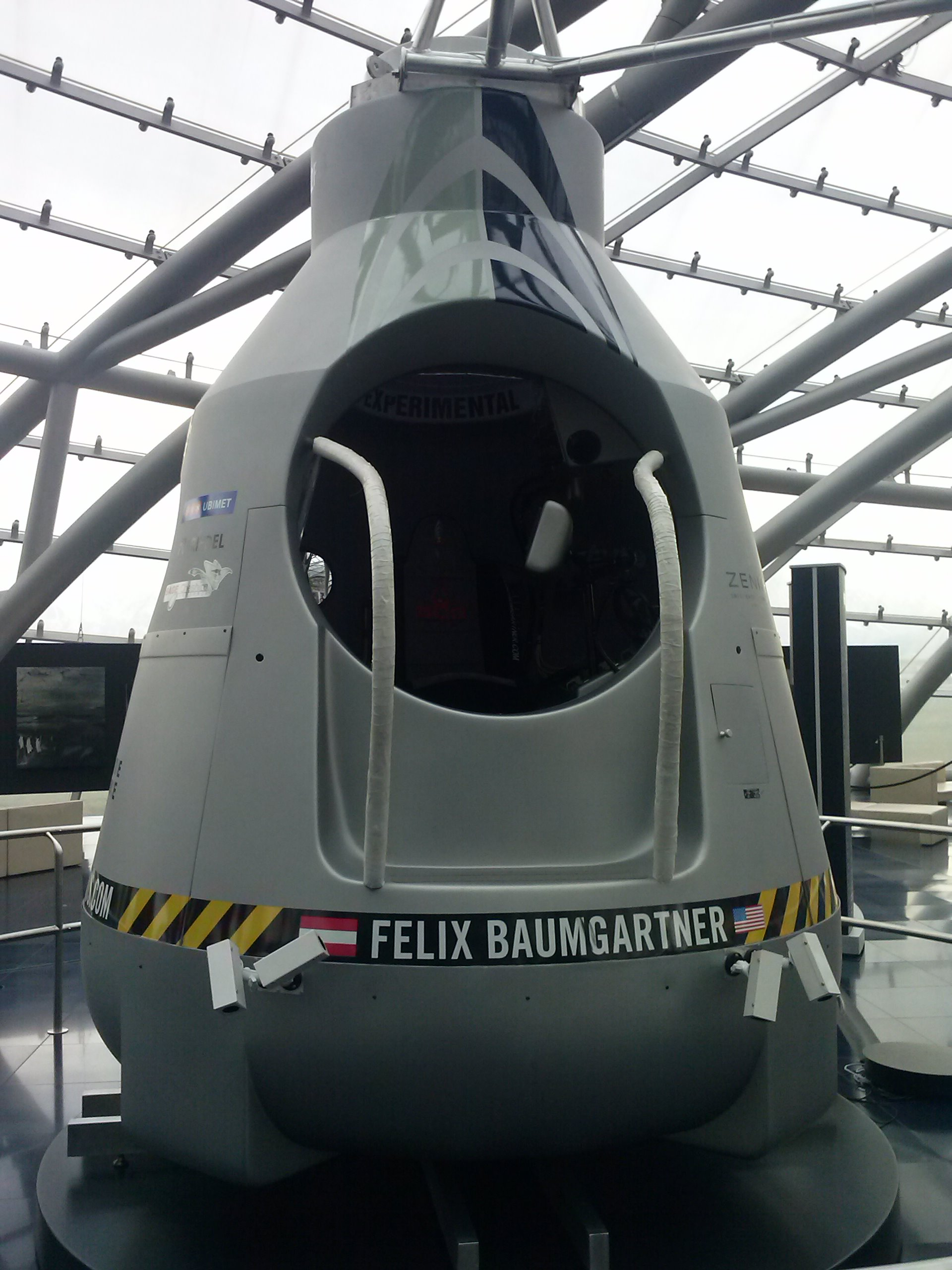
Druckkapsel, ausgestellt im Hangar-7 in Salzburg

Die von Sage Cheshire Aerospace gefertigte, voll beladen rund 1315 kg schwere Druckkapsel wurde Anfang März 2012 der Öffentlichkeit vorgestellt.
Sie besteht aus folgenden Hauptkomponenten:
- Die Druckkugel mit einem Durchmesser von rund 1,8 m besteht aus glasfaserverstärktem Kunststoff und ist feuerfest lackiert. Die Tür und die Fenster sind aus Acryl. Der Innenraum enthält die Instrumentierung, drei Kameras und den maßgefertigten Pilotenstuhl. Um die Belastung des Piloten zu mindern, wird der Druck bis kurz vor dem Ausstieg auf rund 0,55 bar gehalten, was rund 4900 m Höhe über dem Meeresspiegel entspricht.
- Ein Rahmen aus verschweißten Chrom-Molybdän-Stahlröhren dient zur Aufhängung der Kapsel, umschließt die Druckkugel und trägt Arme für die Außenkameras.
- Die Schale besteht aus GFK-beschichtetem Isolierschaum. Sie umschließt die Druckkugel und den Käfig, ist 3,35 m hoch und hat einen Basisdurchmesser von 2,44 m.
- Der gewölbte Kapselboden soll dazu beitragen, die Kapsel während des Abstiegs zu stabilisieren. Er besteht aus einem 5 cm dicken Aluminium-Waben-Sandwich, das die Kapsel bei der Landung vor Beschädigung durch spitze Felsen schützen soll und gleichzeitig Absprungplattform sowie Montageplattform für schwere Ausrüstung wie Steuerungselemente und Batterien bildet. Unterhalb dieser Basis ist eine dicke Polsterungsschicht aus kunststoffgetränkten Papierwaben angebracht, die darauf ausgelegt wurde, Kräfte bis 8 g zu absorbieren und nach jeder Landung ersetzt wird. Laut Red Bull wurden mehr als 150 Falltests durchgeführt.[10] Das Konzept bewährte sich bei der Bruchlandung nach Baumgartners zweitem Testsprung.

Die Aufstiegskapsel wird in verschiedenen Museen ausgestellt und war unter anderem im National Air and Space Museum in Washington und im Zeppelin Museum in Friedrichshafen am Bodensee zu sehen.

#### Heliumballon
Die zum Aufstieg genutzten Ballons entsprechen denen, die zu Forschungszwecken eingesetzt werden; für größere Gipfelhöhen müssen sie aber erheblich voluminöser sein, für die Testsprünge genügten daher kleinere Ballons. Für die beiden identischen Modelle, die zum Rekordversuch angefertigt wurden, verschweißte man hochfeste Polyethylenfolie mit einer Dicke von 20,32 µm (0,8 mil).
Die Vorbereitungszeit eines solchen Ballons für den Start wird mit bis zu 8 Stunden kalkuliert, davon 45 bis 60 Minuten für das Befüllen mit etwa 5000 Kubikmeter Helium (bei Bodendruck). In diesem Zustand ist die Ballonhülle schlaff und an die 170 m hoch; die Gesamthöhe (Ballon, darunter der Fallschirm, unten die Druckkapsel) beträgt etwa 212 m. Um das Zerplatzen des Ballons nach Überschreiten der vorgesehenen Gipfelhöhe zu verhindern, sind Sicherheitsventile eingebaut.
Um Kittingers Rekordhöhe mit Sicherheit um 5000 Meter zu übertreffen, war ziemlich genau die zehnfache Gasmenge erforderlich, da das Gewicht der Stratos-Kapsel dasjenige von Kittingers offener Gondel bei Weitem überstieg.

### Entwicklungsstufen des Projekts
Baumgartner sagte mehrfach, sich auf seinen letzten Extremsprung sieben Jahre vorbereitet zu haben; seitens Red Bull werden die Vorarbeiten mit fünf Jahren angegeben. 2010 klagte der Base-Jumper Daniel Hogan vor einem kalifornischen Gericht auf mehrere Millionen US-Dollar Schadensersatz, weil er die Idee vorgeschlagen habe und für Red Bull über einen langen Zeitraum Details ausgearbeitet habe und dass ihm letztendlich das mit einem millionenschweren Werbewert verbundene Konzept des Stratosphärensprunges gestohlen worden sei. Der Streit wurde im Juni 2011 außergerichtlich beigelegt.
Am 15. März 2012 erfolgte in Roswell, New Mexico (USA), wo eine Bodenstation eingerichtet worden war, der erste bemannte Testflug der Druckkapsel. Baumgartner sprang aus 21.800 m, erreichte eine Geschwindigkeit von 587 km/h, sein freier Fall dauerte drei Minuten und 33 Sekunden. Die sodann leere Kapsel stieg zunächst weiter auf, wurde dann plangemäß (nach Baumgartners Landung) in rund 30 km Höhe vom Ballon getrennt und landete am Fallschirm, die Ballonhülle wurde ebenso plangemäß aufgerissen und sank zu Boden. Ein Problem bei diesem Sprung bereitete die Kälte: Baumgartner konnte seine Hände kaum bewegen.
Am 25. Juli 2012 absolvierte Baumgartner den zweiten Testsprung, diesmal aus einer Höhe von 30.000 m. Diesmal öffnete sich der Fallschirm der Kapsel nicht vollständig, die Kapsel schlug mit 80 km/h auf und wurde dabei beschädigt, was zur Verschiebung des für August geplanten Rekordsprungs führte.
Der Rekordsprung wurde für den 8. Oktober 2012 geplant, dann aber wetterbedingt um einen Tag verschoben. Am 9. Oktober drückte jedoch eine Windböe den Ballon unmittelbar vor dem Start zu Boden, wodurch eine Beschädigung nicht auszuschließen war. Ein Start wurde als zu riskant eingestuft und abgebrochen.

### Der Rekordsprung
Dieser wurde am 14. Oktober 2012 durchgeführt – zufällig am 65. Jahrestag des ersten Überschallflugs.
Der Start des Ballons, ursprünglich für 06:00 Uhr Ortszeit, 14:00 Uhr Mitteleuropäischer Sommerzeit vorgesehen, musste wegen zu starken Windes mehrmals verschoben werden. Der für den Startzeitpunkt hauptverantwortliche Meteorologe Don Day errechnete zuletzt ein Zeitfenster von 09:20 Uhr bis 09:40 Uhr; die Freigabe erfolgte durch den Leiter des Ballon-Teams, Ed Coca. Um 09:31 Uhr Ortszeit wurde die Kapsel ausgeklinkt.
Erwartungsgemäß überschritt der Ballon die vorweg kolportierte „Zielhöhe“ von 120.000 Fuß / 36.576 m. Um 12:07 Uhr Ortszeit sprang Felix Baumgartner aus 38.969,4 Metern (127.852,4 Fuß) Höhe, nachdem er folgende Worte gesagt hatte:

“I know the whole world is watching now. I wish you could see what I can see. Sometimes you have to be up really high to understand how small you are … I’m going home now.”

„Ich weiß, die ganze Welt sieht jetzt zu. Könntet ihr nur sehen, was ich sehe! Manchmal muss man wirklich weit hinaufgehen, damit man erkennt, wie klein man ist … Ich gehe jetzt heim.“

Im freien Fall erreichte Baumgartner 1357,6 km/h. Er ist damit der erste Mensch, der im freien Fall die Schallgeschwindigkeit überschritt. Dabei verlor der Springer wie erwartet zeitweilig die Kontrolle über seine Flugposition, nämlich über einen Zeitraum von etwas mehr als 40 Sekunden. Sein Sicherheitssystem hätte den Stabilisierungsschirm automatisch ausgelöst, falls bei diesen Rotationen sechs Sekunden lang eine vorbestimmte Zentrifugalkraft ständig überschritten worden wäre (in der Annahme, ein Mensch sei dann nicht mehr fähig, selbst entsprechend zu reagieren; manuelle Auslösung des Stabilisierungsschirms war jederzeit möglich). Diesen Zustand verfehlte Baumgartner zweimal knapp. Der Stabilisierungsschirm hätte jedoch den Sprung so weit verlangsamt, dass die Schallgeschwindigkeit nicht erreicht worden wäre. Nach 4:20 Minuten im freien Fall zog Baumgartner wie vorgesehen 1585 Meter über Grund den Fallschirm und landete rund fünf Minuten danach, um 12:16 h Ortszeit, sicher und unverletzt rund 70 km östlich vom Startort. Ein Hubschrauber brachte ihn zur Walker Air Force Base zurück.
Unmittelbar nach dem Sprung sagte Baumgartner, er habe in der kritischen Phase kurzzeitig befürchtet, das Bewusstsein zu verlieren. Er habe, insbesondere unter Einsatz seiner Arme, „viel probiert“, um eine stabile Fluglage zu erreichen, was ihm rund eineinhalb Minuten nach dem Absprung gelang.
Felix Baumgartner stellte bei diesem Projekt neue Weltrekorde auf: Einige dieser Rekorde wurden rund zwei Jahre später durch Alan Eustaces Sprung aus über 41.000 Metern Höhe gebrochen.
| Rekordkategorie                           | Rekordkategorie                           | erreichter Wert         | geplanter Wert | bisheriger Rekord | bisheriger Rekordhalter          | bisheriges Rekorddatum      |
| ----------------------------------------- | ----------------------------------------- | ----------------------- | -------------- | ----------------- | -------------------------------- | --------------------------- |
| höchste bemannte Ballonfahrt              | höchste bemannte Ballonfahrt              | 39.068,5 m              | 36.576 m       | 34.668 m 37.643 m | Ross/Prather Nicholas Piantanida | 4. Mai 1961 2. Februar 1966 |
| höchster Absprung eines Fallschirmsprungs | höchster Absprung eines Fallschirmsprungs | 38.969,4 m              | 36.576 m       | 31.333 m          | Joseph Kittinger                 | 16. August 1960             |
| größte Geschwindigkeit im freien Fall     | ohne Stabili- sierungsschirm              | 1357,6 km/h (Mach 1,25) | 1100 km/h      | 864 km/h          | Felix Baumgartner                | 25. Juli 2012               |
| größte Geschwindigkeit im freien Fall     | überhaupt                                 | 1357,6 km/h (Mach 1,25) | 1100 km/h      | 988 km/h          | Joseph Kittinger                 | 16. August 1960             |
| längster Freifall                         | Höhenunterschied                          | 36.402,6 m              | 34.500 m       | 24.500 m          | Jewgeni Andrejew                 | 1. November 1962            |
| längster Freifall                         | ohne Stabilisierungs- schirm (Dauer)      | 4:20 min                | 5:35 min       | ?                 | ?                                | ?                           |
| längster Freifall                         | überhaupt (Dauer)                         | 4:20 min                | –              | 4:36 min          | Joseph Kittinger                 | 16. August 1960             |

Anmerkungen:
1. ↑  Kein offizieller Weltrekord der Fédération Aéronautique Internationale (FAI), da diese für diese Rekordkategorie nur Ballonfahrten anerkennt, bei denen die Ballonfahrer auch wieder sicher mit dem Ballon am Boden landen. Baumgartner landete aber mit dem Fallschirm und nicht wieder sicher mit dem Ballon.
2. ↑  Offizieller Weltrekord der FAI.
3. ↑  Kein offizieller Weltrekord der FAI, da diese für diese Rekordkategorie nur Ballonfahrten anerkennt, bei denen die Ballonfahrer auch wieder sicher mit dem Ballon am Boden landen. Piantanida landete aber nicht wieder sicher mit dem Ballon. Wie Baumgartner wollte er mit dem Fallschirm abspringen. Aufgrund technischer Probleme wurde die Kapsel mit Piantanida an Bord vom Ballon getrennt. Während der Ballon damit verloren ging, landete die Kapsel mittels Bremsschirm auf der Erde. Bei einem weiteren Rekordversuch am 1. Mai 1966 fiel Piantanida ins Koma, aus dem er nicht mehr erwachte: QinetQ Flight by Tim Baggett. Abgerufen am 16. Oktober 2012.
4. 1 2 3  Von der FAI als offizieller Weltrekord anerkannt: Baumgartners Records Ratified by FAI! Archiviert vom Original (nicht mehr online verfügbar) am 2. März 2013; abgerufen am 25. Oktober 2014.  Info: Der Archivlink wurde automatisch eingesetzt und noch nicht geprüft. Bitte prüfe Original- und Archivlink gemäß Anleitung und entferne dann diesen Hinweis.
5. 1 2  Kein offizieller Weltrekord der FAI, da diese nur Rekorde im Hinblick auf Falldistanz, nicht aber hinsichtlich Falldauer erfasst.
6. ↑  Joseph Kittinger benutzte dabei – im Gegensatz zu Baumgartner – einen Stabilisierungsschirm, der als Nebeneffekt den Sprung auch verlangsamte und damit die Falldauer verlängerte.

Derlei Rekorde müssen, unabhängig vom Ort des Rekordversuchs, durch den nationalen Verband, hier: Österreichischen Aero-Club (ÖAeC), anhand der Daten überprüft werden. Seit der „amtlichen“ Weiterleitung an die FAI, und deren Bestätigung am 22. Februar 2013 gelten sie als „offiziell anerkannt“.

### Medien
Etwa 200 Fernsehsender und Netzwerke berichteten live von dem Ereignis, darunter im deutschsprachigen Raum der Salzburger, von Red Bull finanzierte Sender ServusTV sowie ORF eins und n-tv. Servus TV, das über zehn Stunden live berichtete, und n-tv konnten dabei neue Senderrekorde in puncto Einschaltquoten verbuchen. Der ORF erreichte die höchste Quote seit dem ersten TV-Interview mit Natascha Kampusch 2006. Besonders in Baumgartners Heimatland Österreich wurde das Projekt somit zum Medienereignis. Mit über drei Millionen Zusehern bei ORF und Servus TV war der Sprung das meistgesehene Live-Event seit Einführung des Teletests.
Den vom Videoportal YouTube angebotenen Livestream sahen zu Spitzenzeiten rund acht Millionen Menschen gleichzeitig. Damit wurde ein neuer Höchstwert erreicht. Bis dato hatte der vom Internetdienst Akamai angebotene Livestream der Amtseinführung des Präsidenten der Vereinigten Staaten Barack Obama im Jahre 2009 mit rund sieben Millionen Zuschauern die höchste Reichweite. In den Tagen nach dem Sprung sind zahlreiche Montagen entstanden, die sich am YouTube-Video orientieren, wie z. B. eine Nachbildung mit Lego-Figuren oder Bilder mit Katzen.
Das Stratos-Projekt gilt damit als das bis dato erfolgreichste Owned-Media-Projekt. Die Kosten für das Projekt wurden von Unternehmensgründer Dietrich Mateschitz mit unter 25 Mio. Euro angegeben, der Werbewert wurde von österreichischen Werbefachleuten auf 1 Mrd. Euro geschätzt.